# Penelopides mindorensis
Penelopides mindorensis este o specie de pasăre rinocer din familia Bucerotidae. Este endemică în pădurile de pe insula Mindoro⁠(d) din Filipine, fiind găsită în pădurile tropicale umede. Așa cum este cazul tuturor speciilor de păsări rinocer din genul Penolopides din Filipine, a fost odată considerată o subspecie a P. panini. Este singura specie din acest gen în care ambele sexe sunt alb-crem și negru. Sexele sunt foarte asemănătoare fizic, diferă în principal prin culoarea inelului ocular, acesta fiind alb-roz la mascul și albastru la femelă. Specia este amenințată de pierderea habitatului și, în consecință, este considerată a fi pe cale de dispariție de către IUCN. 

## Descriere
EBird descrie pasărea ca fiind „o pasăre destul de mare de câmpie și pădurilor joase de pe Mindoro. Mică pentru o pasăre rinocer. Ciocul destul de scurt, cu benzi negre. Are aripi negre, o coadă crem cu vârful negru, abdomen și cap crem cu obraji negri și pielea goală în jurul feței și bărbiei. Masculul are pielea feței rozie, în timp ce la femelă este albastră. Inconfundabilă. Singura pasăre rinocer de pe Mindoro. Vocea este un lătrat nazal scurt, „wak!”.”
Este extrem de unică între speciile Penolopides (P.panini, Luzon hornbill, Samar hornbill și Mindanao hornbill), în sensul în care celelalte specii prezintă un dimorfism sexual accentuat, în care bărbații au cap și piept albe, în timp ce femelele sunt aproape uniform negre. În cazul acestei specii, atât masculii, cât și femelele, au capete și abdomene albe, singurele caracteristici fizice pentru a distinge sexele fiind pielea facială, care la femele este albastră, iar la masculi este de culoare roz.
Ca toate păsările rinocer, ele cuibăresc în scorburi și depinde de prezența copacilor mari din genul Dipterocarpus pentru reproducere.
Păsările sunt în principal frugivore, consumând smochine și fructe de pădure, dar uneori consumă și insecte, șopârle și alte animale mici. 

## Habitat și stare de conservare
Este găsită mai ales în pădurile tropicale umede primare de câmpie, până la 1.000 m altitudine. De asemenea, ele pot fi observate în pădurile secundare și la marginile pădurilor, dar au nevoie de copaci mari pentru a se putea reproduce.
În Lista Roșie a IUCN, această pasăre este clasificată drept specie pe cale de dispariție, cu estimări ale populației de la 250 la 999 de indivizi maturi, aceasta fiind cea mai mică estimare între toate cele cinci specii ale genului. Este amenințată de pierderea habitatului în Mindoro, unde pădurea a suferit o reducere majoră în suprafață în ultimele decenii. Până în 1988, defrișările extinse de pe Mindoro au redus acoperirea forestieră la doar 120 km2, din care doar o mică parte este sub limita altitudinală superioară a acestei specii. Pădurea de câmpie care mai rămâne este foarte fragmentată și este încă amenințată. Transformarea în terenuri agricole, exploatarea selectivă ocazională și colectarea ratanului amenință fragmentele de pădure care încă susțin specia. Dinamitarea pentru pentru exploatarea marmurii este o amenințare suplimentară pentru pădurea din Puerto Galera. Vânătoarea și braconajul sunt, de asemenea, considerate amenințări semnificative.
Apare în câteva zone protejate, inclusiv Parcul Național Muntele Iglit-Baco, unde împarte habitatul cu Bubalus mindorensis⁠(d), și în Mt. Siburan din Sablayan⁠(d), care a fost declarat Zonă Importantă Pentru Păsări.
Acțiunile de conservare propuse includ mai multe sondaje în zonele în care au fost raportate pentru a înțelege mai bine populația, pentru a crea o protecție formală în alte situri unde se găsesc, precum în Malpalon, Puerto Galera⁠(d) și Lacul Manamlay.